# Municipalità locale di Engcobo
Engcobo è una municipalità locale (in inglese Engcobo Local Municipality) appartenente alla municipalità distrettuale di Chris Hani della  Provincia del Capo Orientale in Sudafrica. 
In base al censimento del 2001 la sua popolazione è di 148.404 abitanti.
La sede amministrativa e legislativa è la città di Engcobo e il suo territorio si estende su una superficie di 2.258 km² ed è suddiviso in 16 circoscrizioni elettorali (wards). Il suo codice di distretto è EC137.

## Geografia fisica

### Confini
La municipalità locale di Engcobo confina a nord  e a ovest con quella di Sakhisizwe, a nord con quella di Elundini (Ukhahlamba), a est con quelle di Mhlontlo e  King Sabata Dalindyebo (O. R. Tambo), a sud con quella di Mbhashe (Amatole) e a sud e a ovest con quella di Intsika Yethu.

### Città e comuni
- Amantondo
- Amaqwati
- Clarkebury
- Coghlan
- Dumalisile
- Engcobo
- Gqutyini
- Hala
- Jumba
- Langdon
- Luhewini
- Moshi
- Ntibane
- Sidindi
- Singqumeni
- Tara
- Tsazo
- Upper Gqobonco

### Fiumi
- Mgwali
- Mnyolo
- Nqancule
- Ntsuba
- Qumanco
- Tora
- Xuka